# Suillus granulatus
Suillus granulatus (Carl von Linné (1753) ex  Elias Magnus Fries, 1821) Otto Kuntze, 1898), sin. Boletus circinatus (Christian Hendrik Persoon, 1801), din încrengătura Basidiomycota în familia Suillaceae și de genul Suillus, este o ciupercă comestibilă care coabitează, fiind un simbiont micoriza (formează micorize pe rădăcinile arborilor). Buretele este numit în popor pitoașcă sau cozărei de brad și se dezvoltă foarte des în România, Basarabia și Bucovina de Nord pe sol calcaros în păduri de conifere nisipoase precum la marginea lor sub pini, chiar și prin pășuni în grupuri mici în apropierea unui pom simbiont, din iunie până în octombrie (noiembrie).

## Descriere

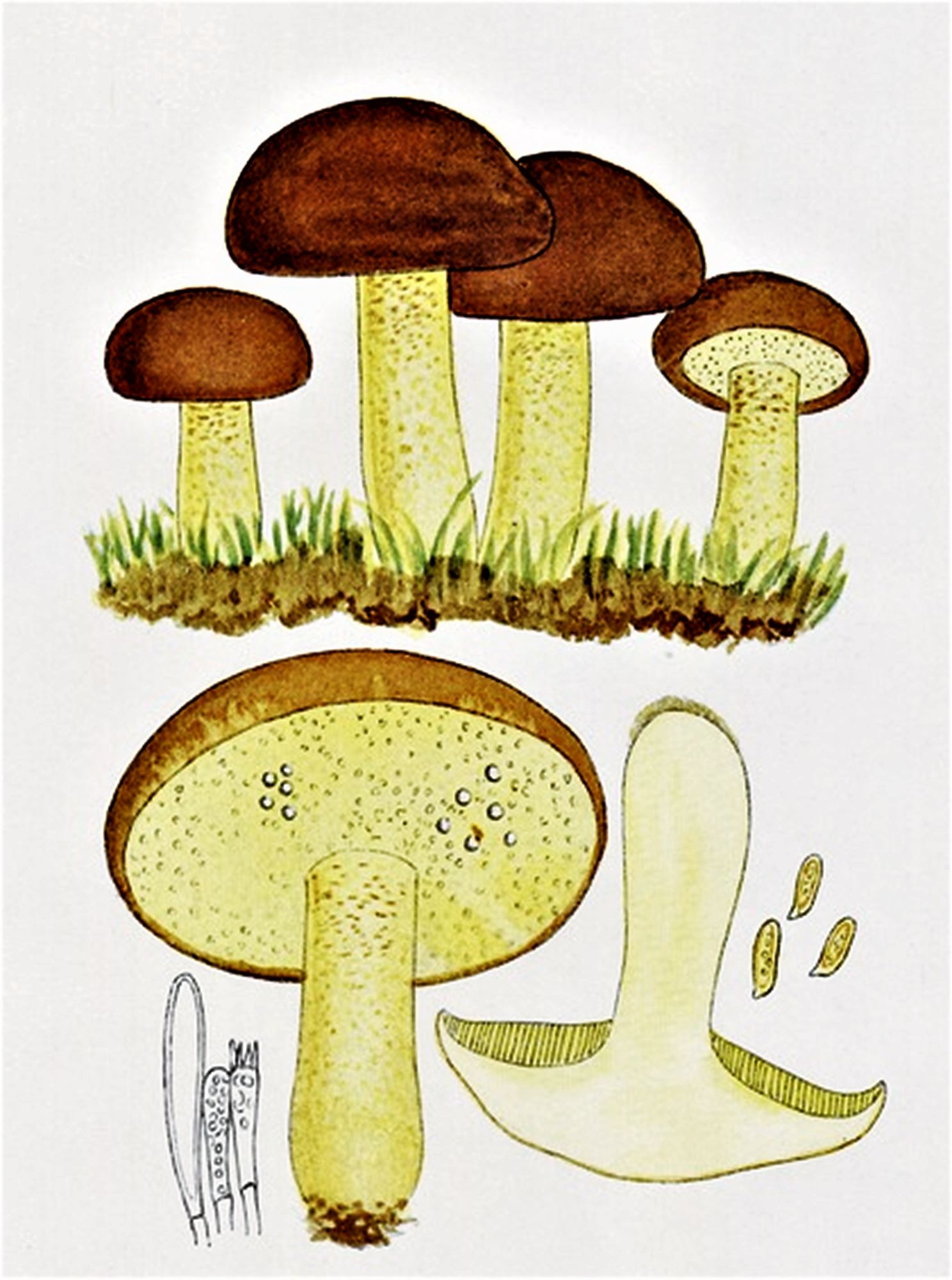
Bres.: Boletus granulatus

- Pălăria: are un diametru de 4-10 (13) cm, este cărnoasă și regulată, fiind inițial emisferică, apoi convexă și în sfârșit aplatizată. Cuticula, a cărei culoare tinde de la gălbui-ocru, peste brun-gălbui până la brun-cărămiziu, este în stare uscată lucioasă, la umezeală foarte vâscoasă și lipicioasă. Ea poate fi îndepărtată ușor de picior.
- Tuburile și porii: sporiferele sunt gălbuie, lungi, aderate la picior sau ușor decurente. Porii sunt la început galbeni și înguști, dar se lărgesc după câtva timp, devenind brun-gălbui până brun-măslinii. Ei emit în tinerețe picături (lăcrimioare) alb-lăptoase.
- Piciorul: are o înălțime de 5-7 (9) cm și o lățime de 1-1,5 (2) cm, este cilindric respectiv un pic neregulat, plin, tare precum prevăzut spre vârf cu granule fine crem-gălbuie care cu timpul devin brune. Coloritul tijei este inițial de un galben palid, preluând mai târziu maroniul murdar al pălăriei.
- Carnea: este la început tare și compactă, dar se înmoaie cu maturitatea avansată, fiind  de culoare albicios-gălbuie sau gălbuie. Carnea nu se decolorează după tăiere. Mirosul este fructuos și plăcut, gustul dulceag.
- Caracteristici microscopice: are spori netezi și fusiformi, pulberea lor fiind maronie, având o mărime de 9,5-10 x 3,5-4,5 microni.[6][7]
- Reacții chimice: Buretele se decolorează cu acid sulfuric ocru-portocaliu, cu Hidroxid de amoniu mai întâi roz, apoi mov, cu Hidroxid de potasiu lila până violet-purpuriu, cu sulfat de fier gri-albăstrui și cu tinctură de Guaiacum gri.[8]

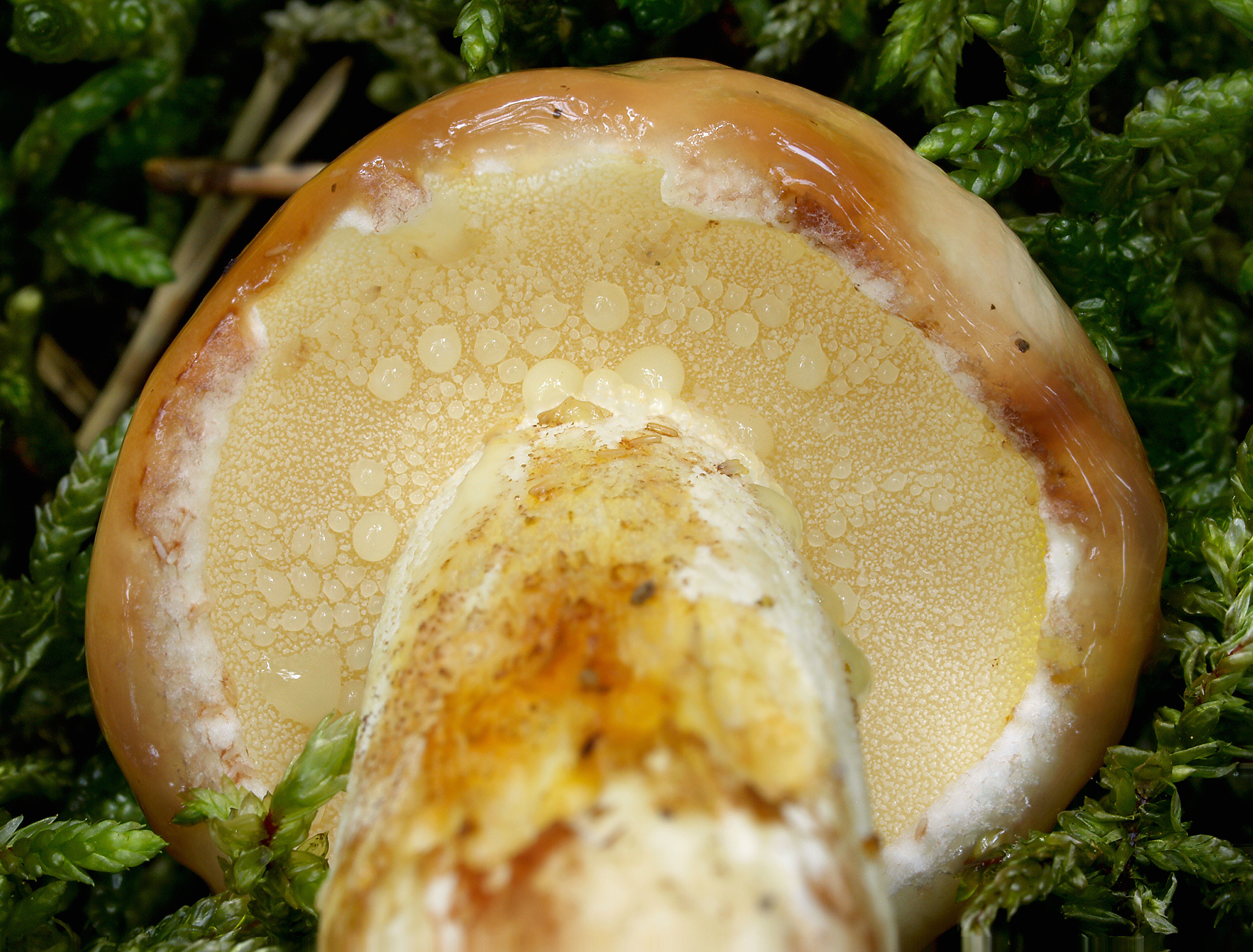
S. granulatus, pori și lăcrimioare
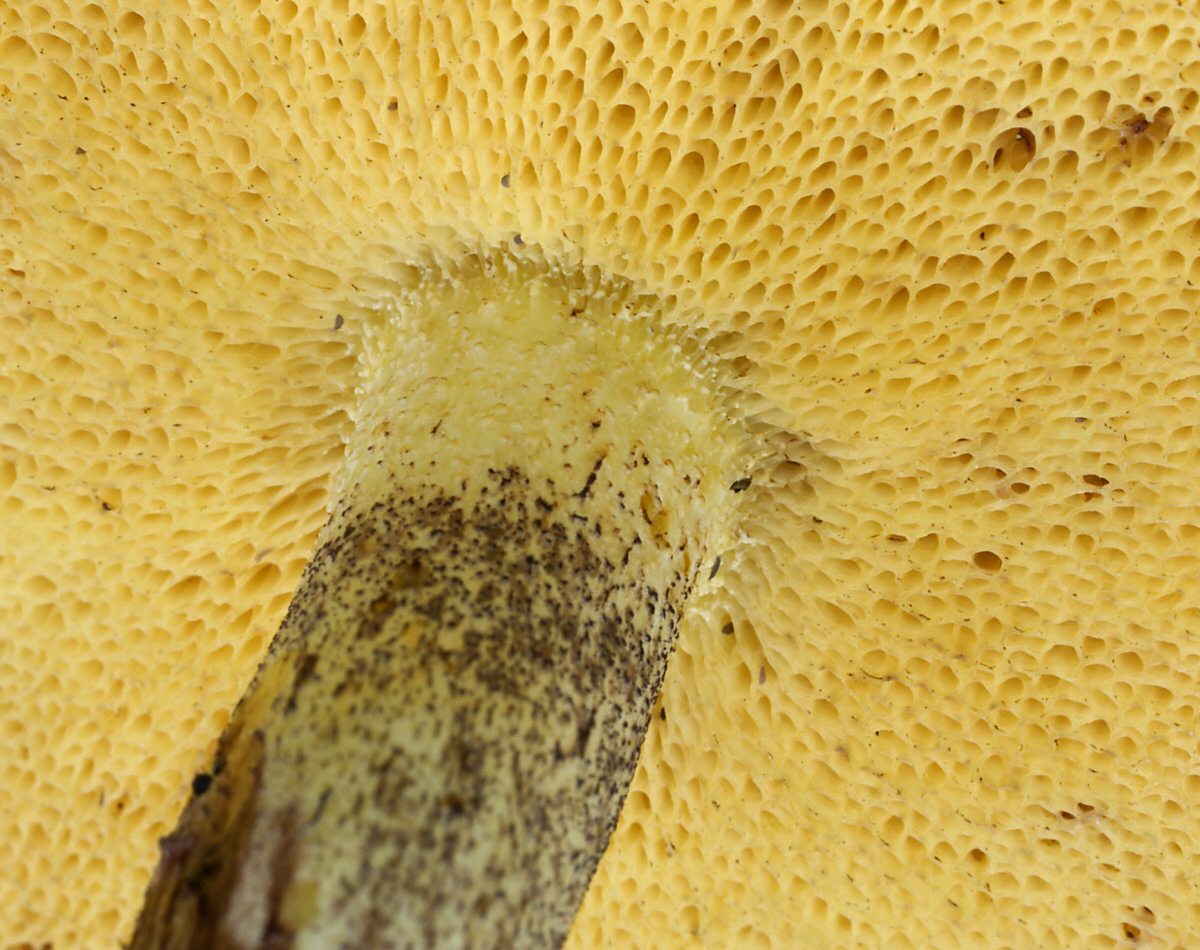
S. granulatus, pori și granule
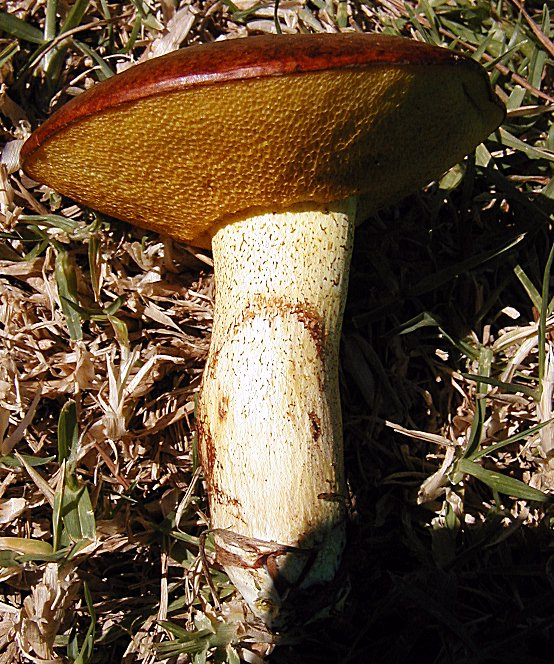
S. granulatus mai închis
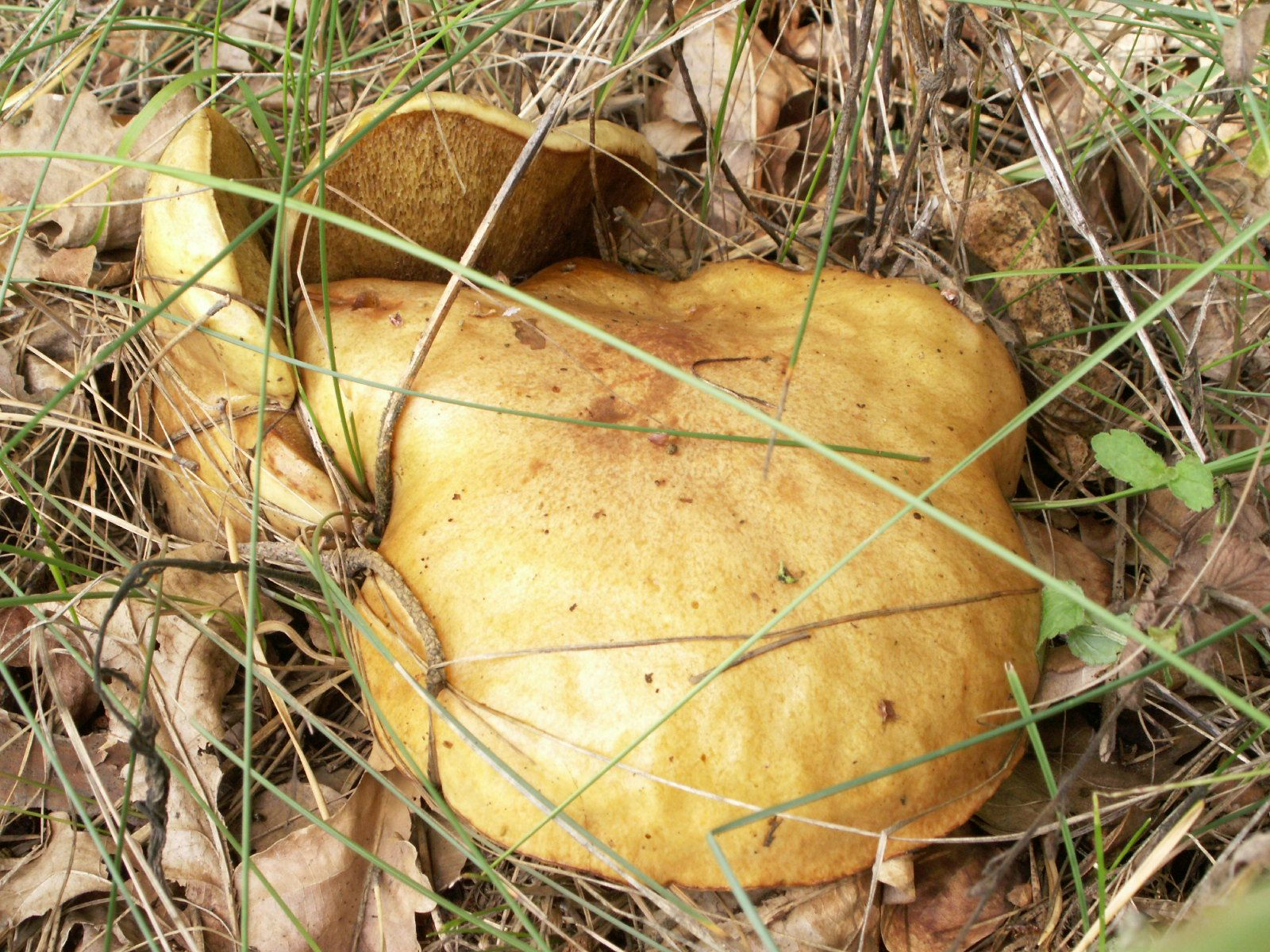
S. granulatus bătrâne

## Confuzii
Buretele poate fi confundat cu alte specii din genul Suillus precum soiuri foarte apropiate, cu toate comestibile, cum sunt: 
Boletus rubellus, sin. Hortiboletus rubellus, Chalciporus piperatus, sin. Boletus piperatus, Gyrodon lividus, Suillus bovinus, Suillus bresadolae, Suillus collinitus, Suillus flavidus, Suillus grevillei, Suillus luteus sin. Boletus suillus, Suillus placidus, Suillus plorans, Suillus variegatus, Suillus viscidus comestibil, (se dezvoltă sub larici),
Xerocomus badius, Xerocomellus chrysenteron sin. Xerocomus chrysenteron, Boletus ferrugineus sin. Xerocomus ferrugineus, sau Boletus subtomentosus.

## Specii asemănătoare

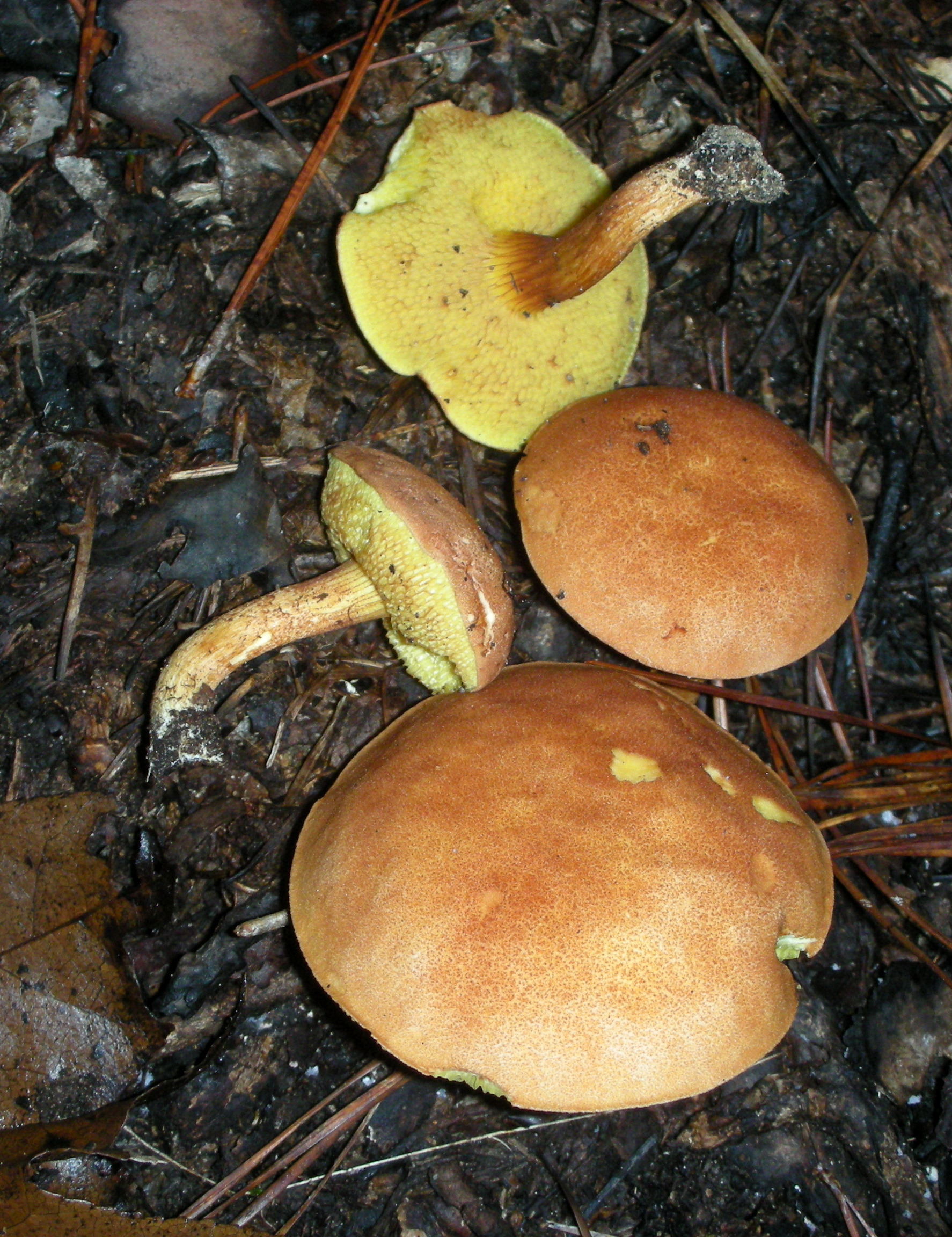
Boletus ferrugineus
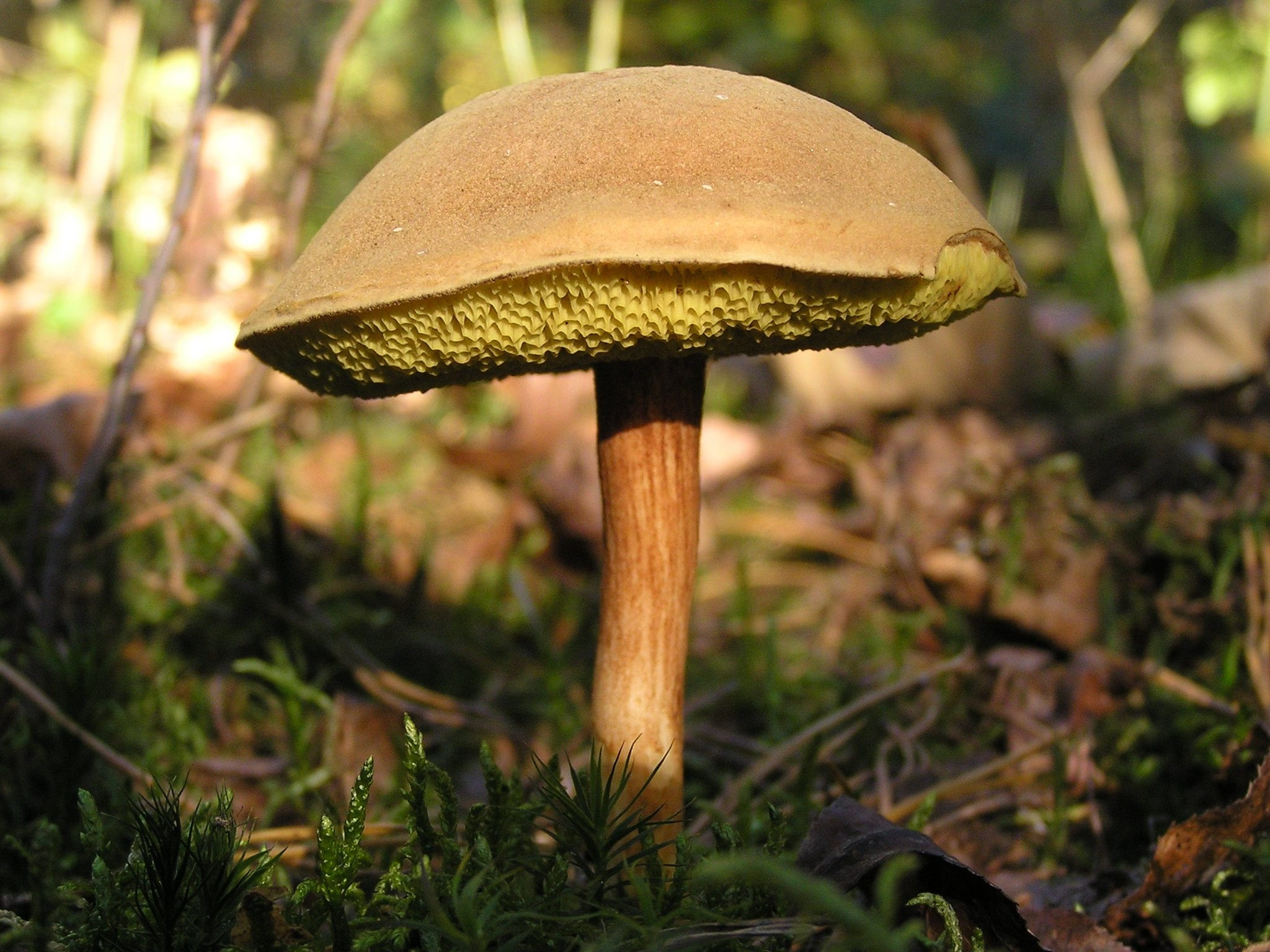
Boletus subtomentosus
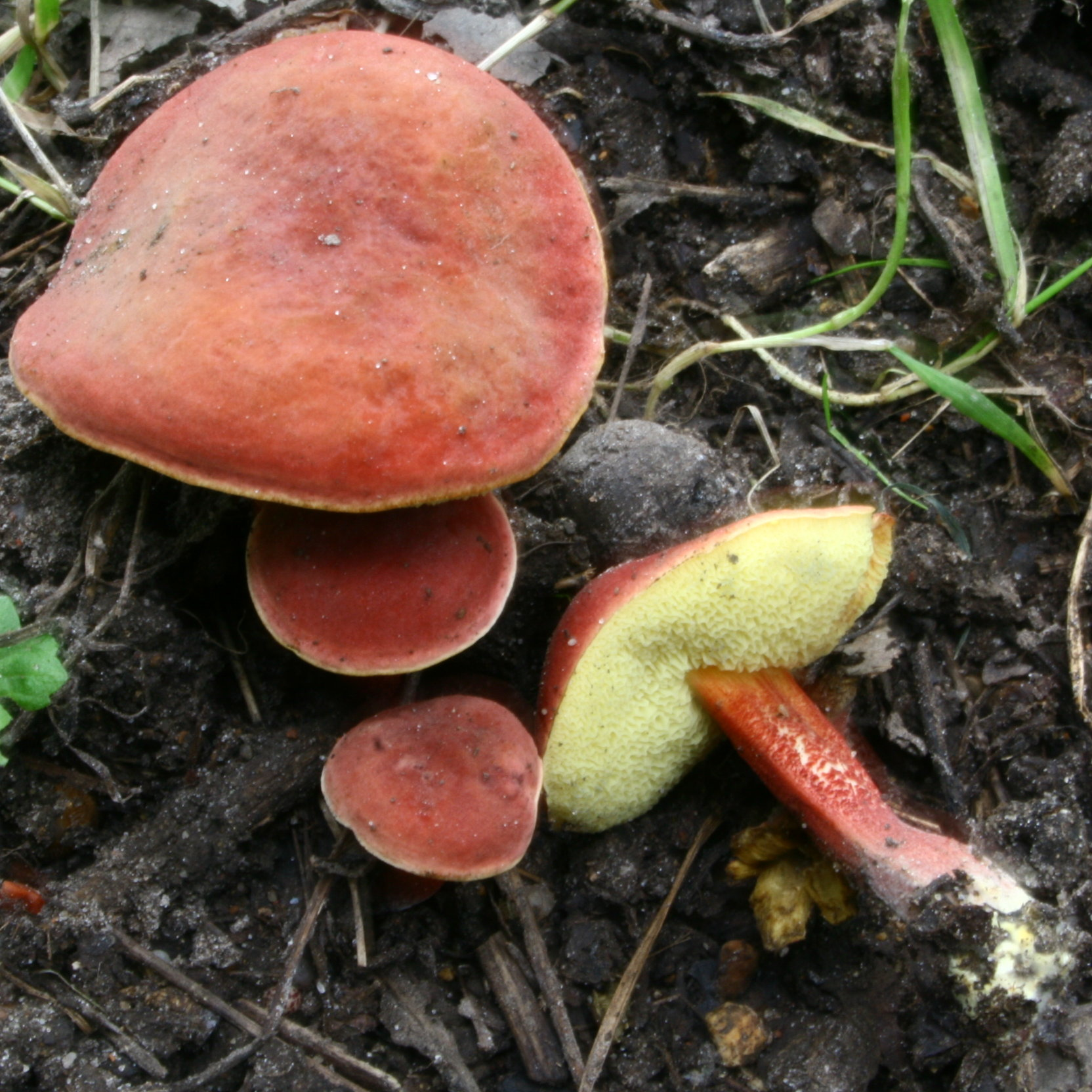
Boletus rubellus sin. Hortiboletus rubellus
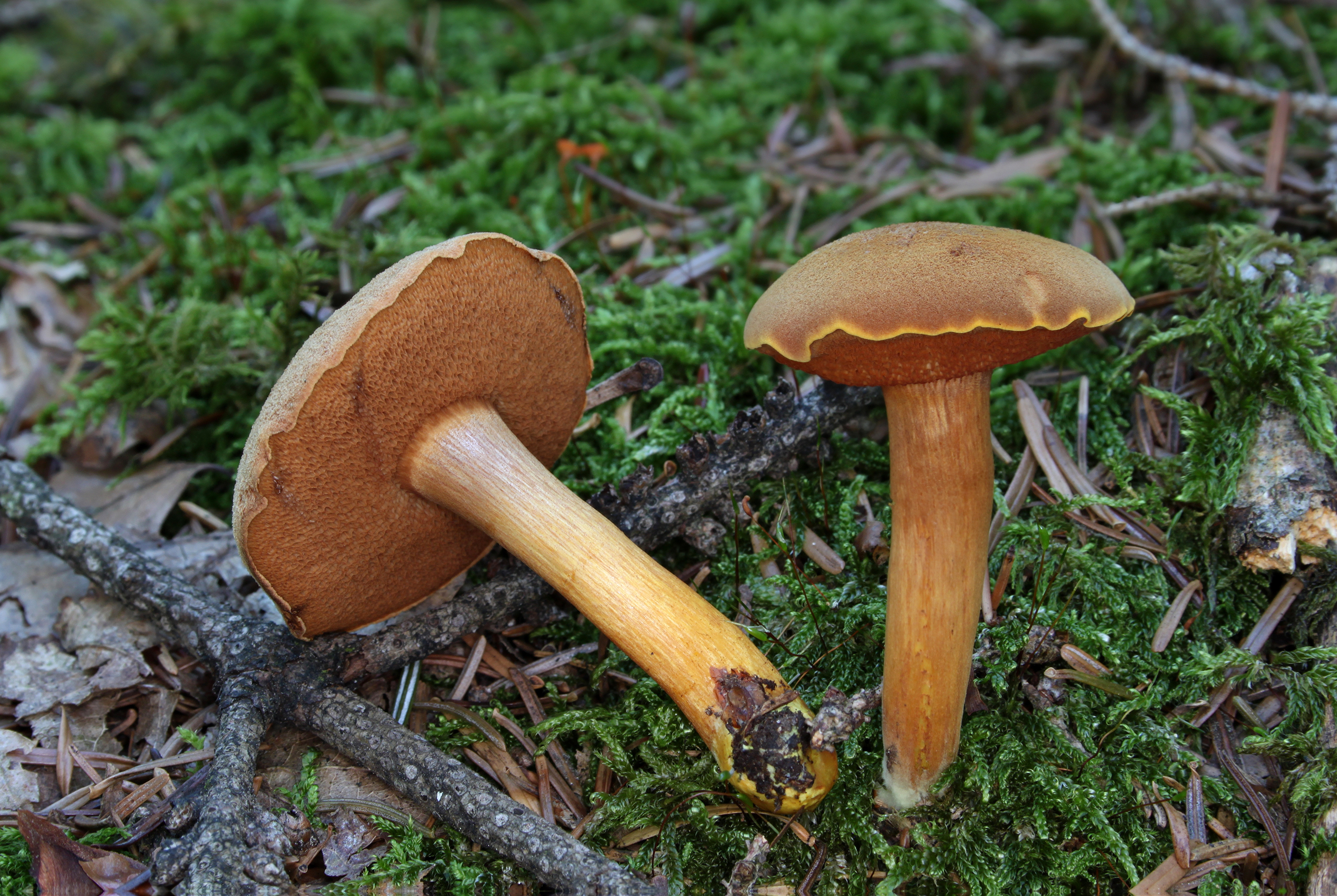
Chalciporus piperatus
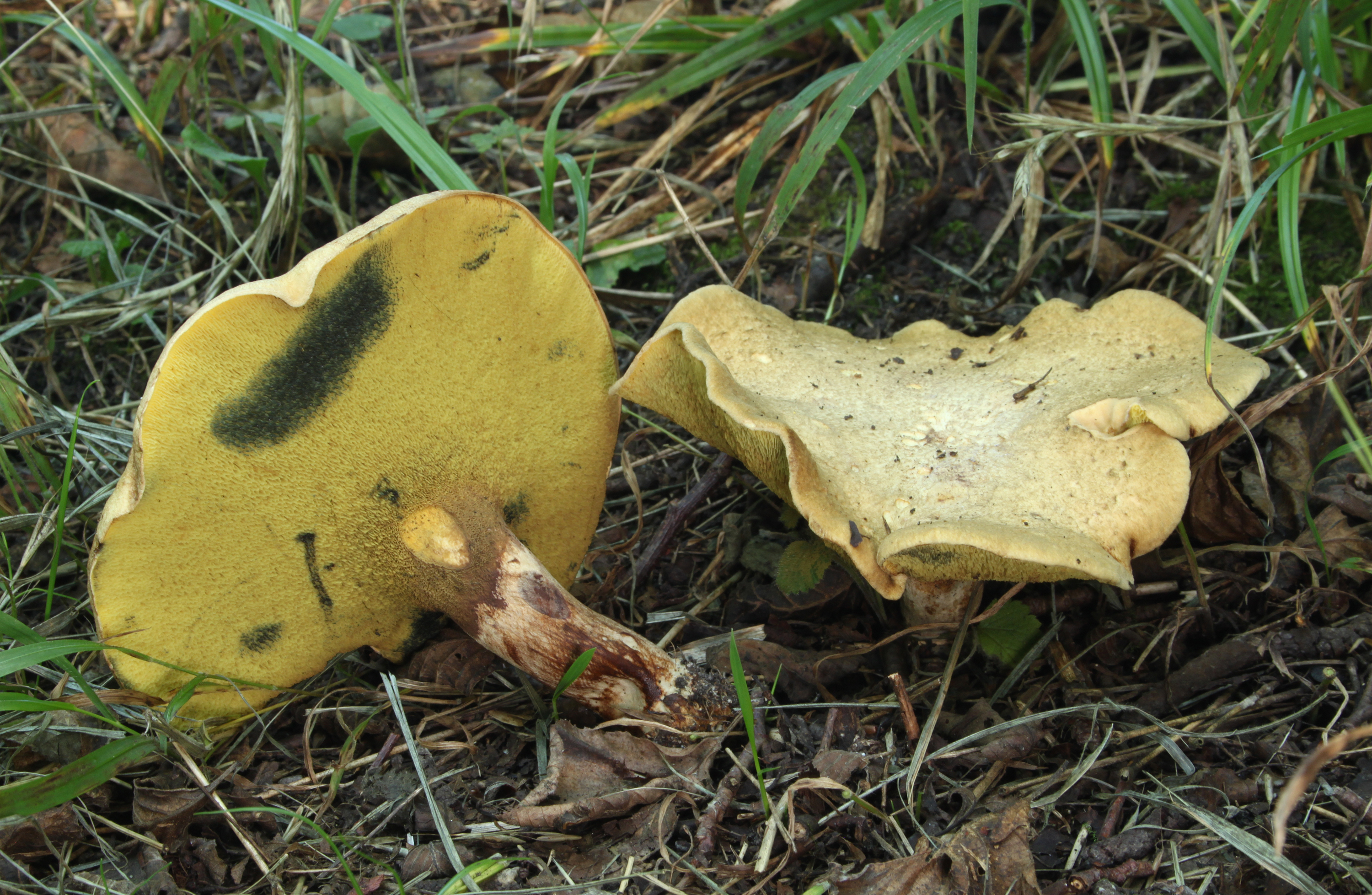
Gyrodon lividus
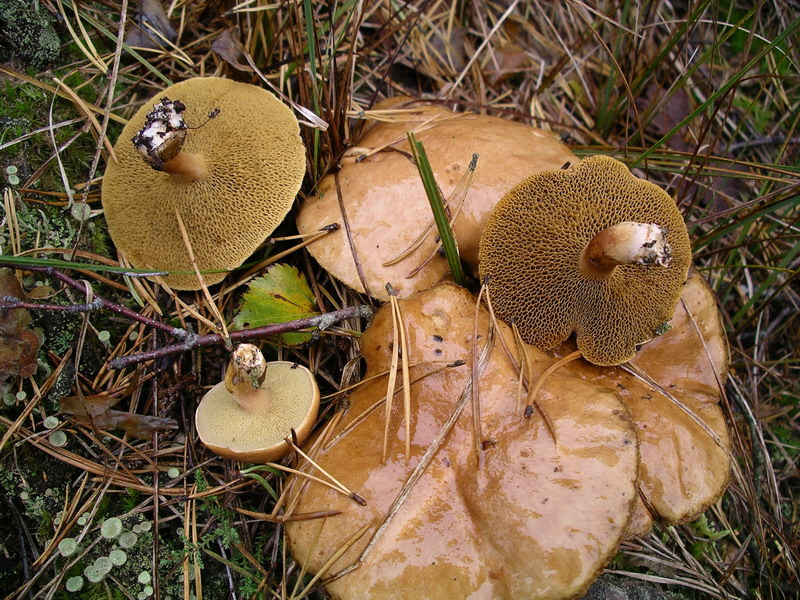
Suillus bovinus
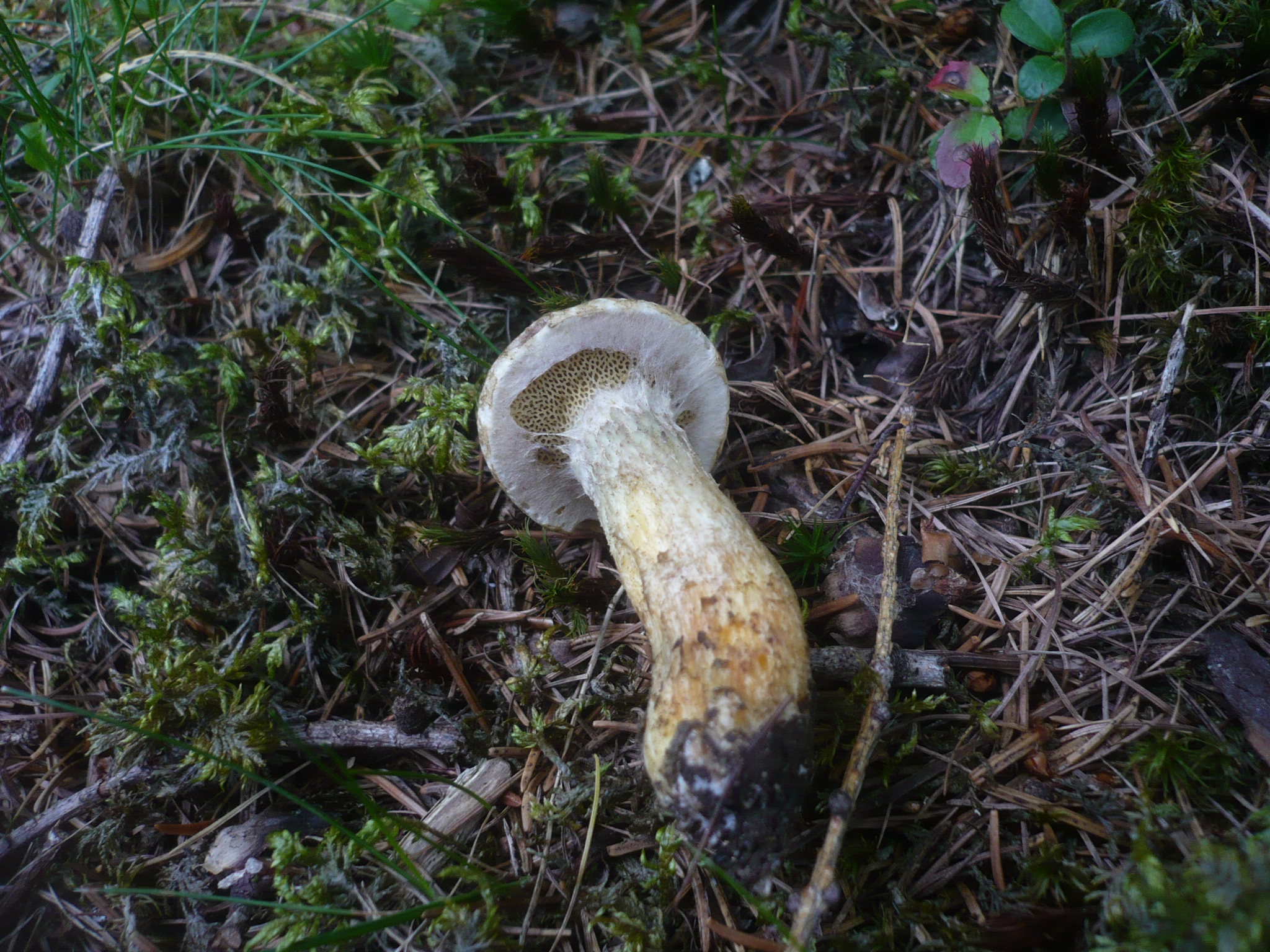
Suillus bresadolae
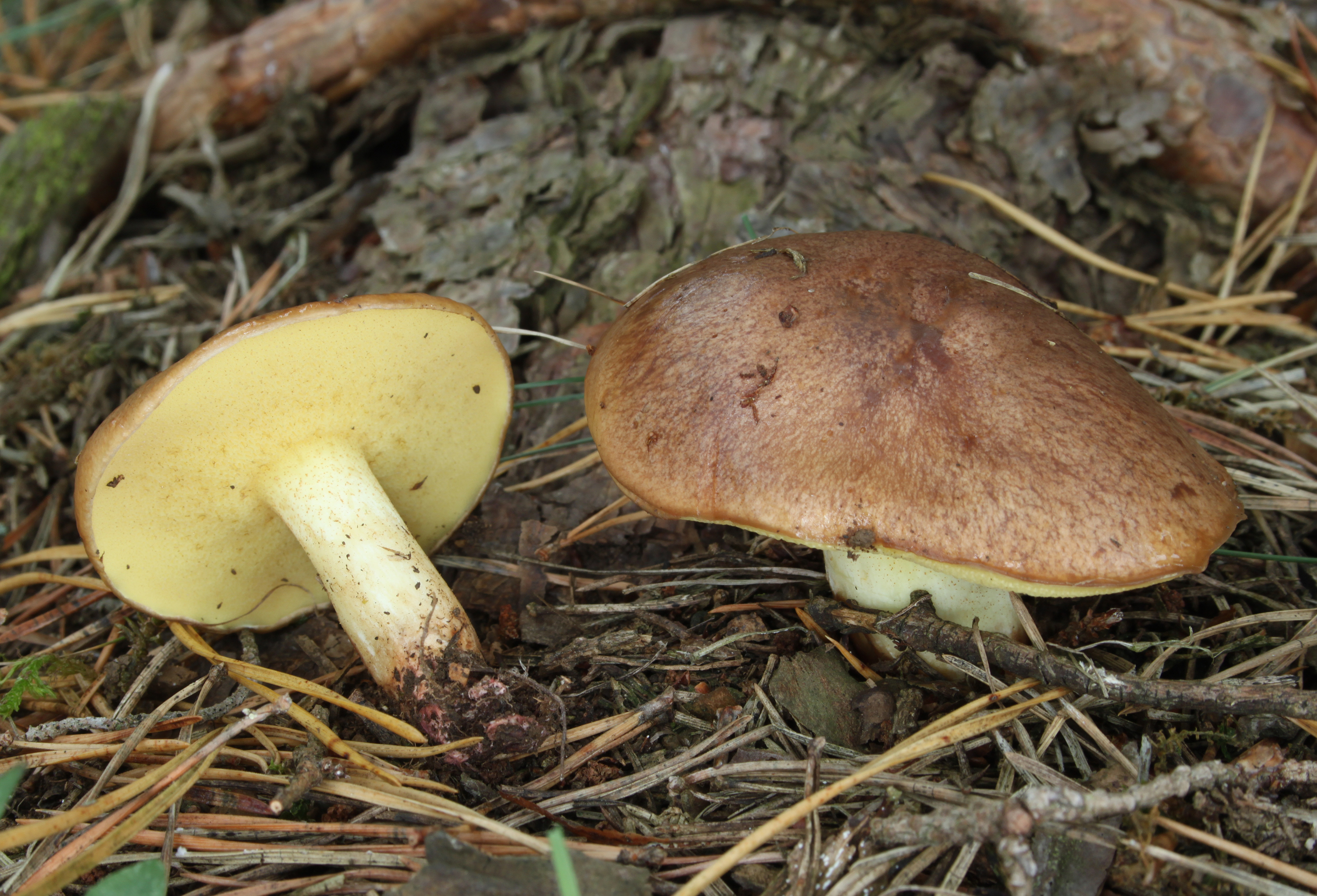
Suillus collinitus
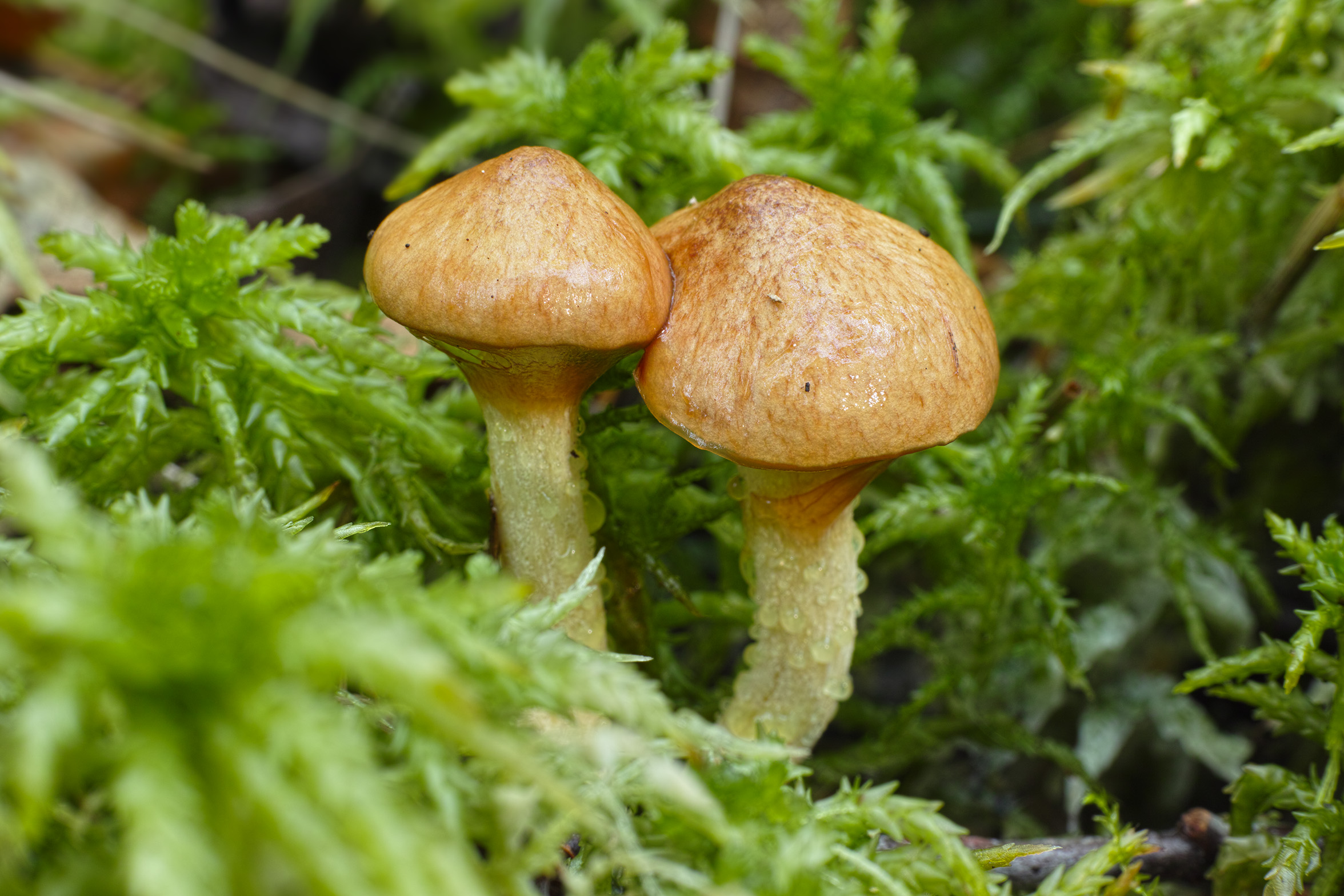
Suillus flavidus

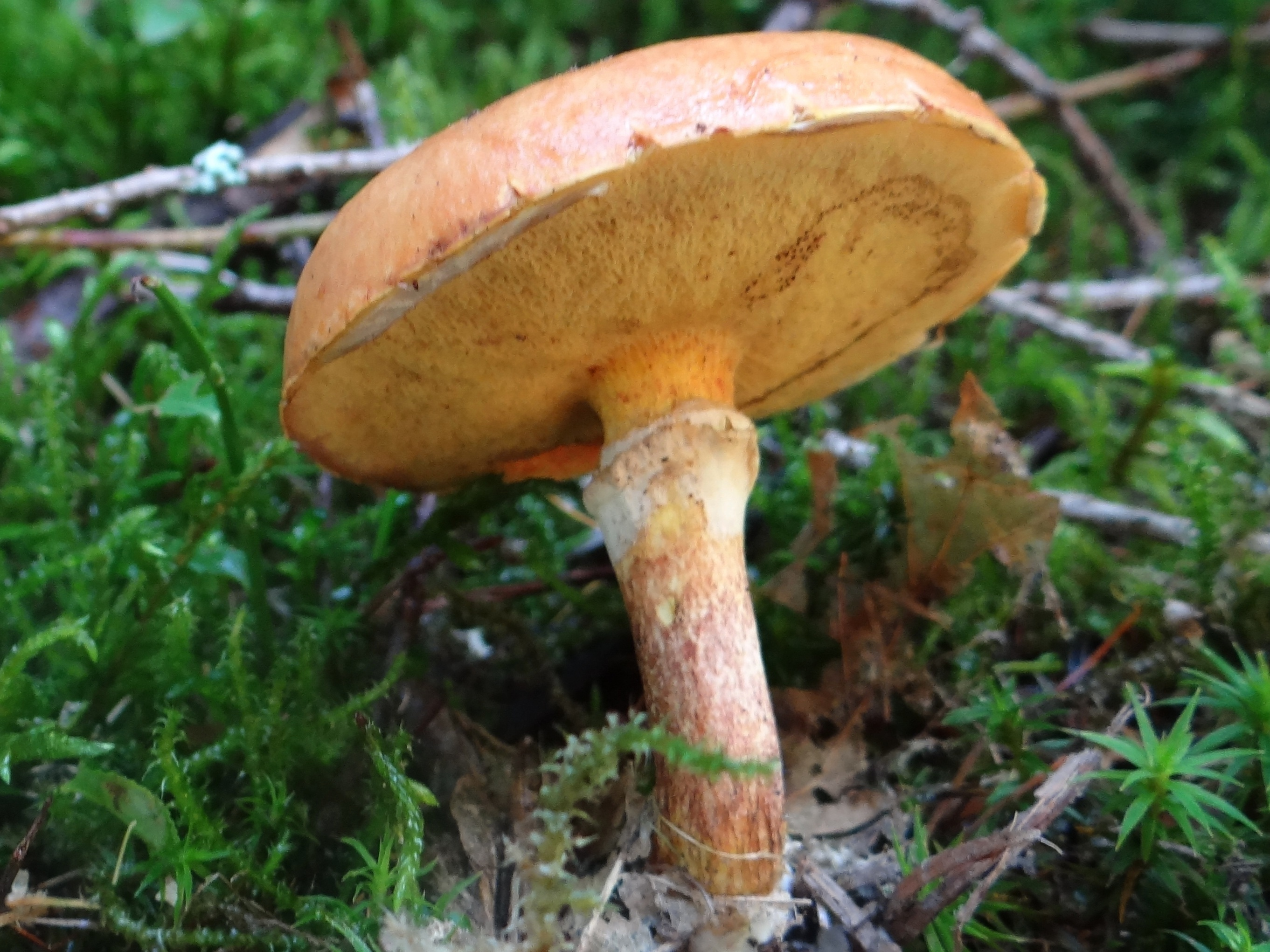
Suillus grevillei
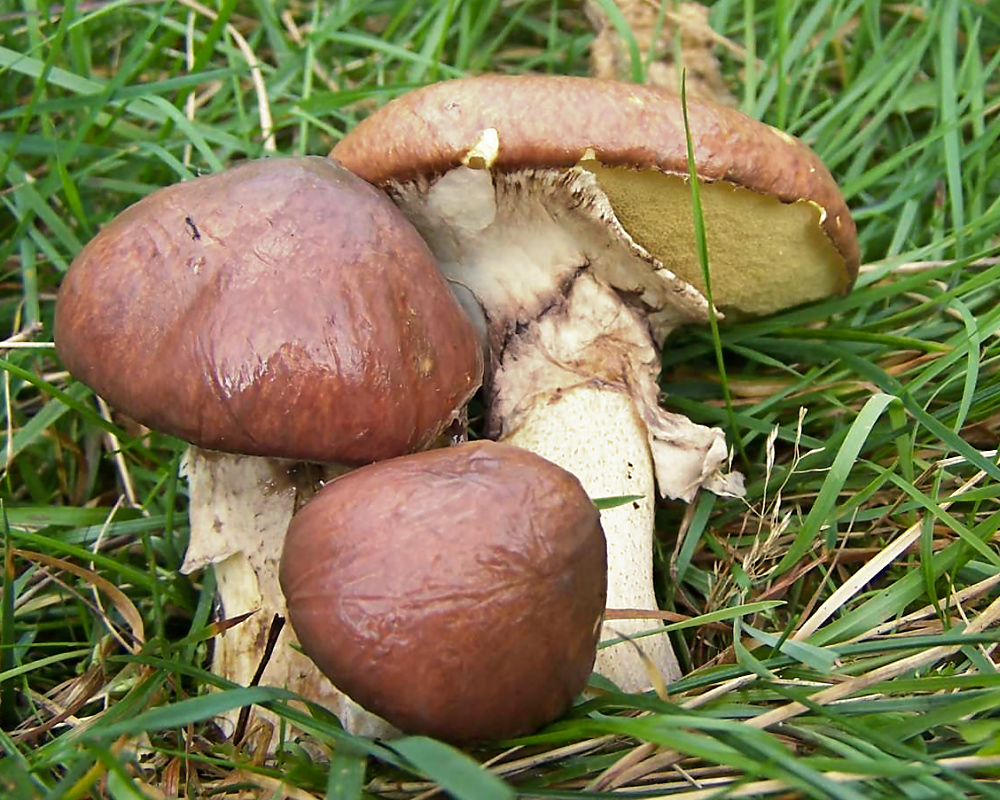
Suillus luteus
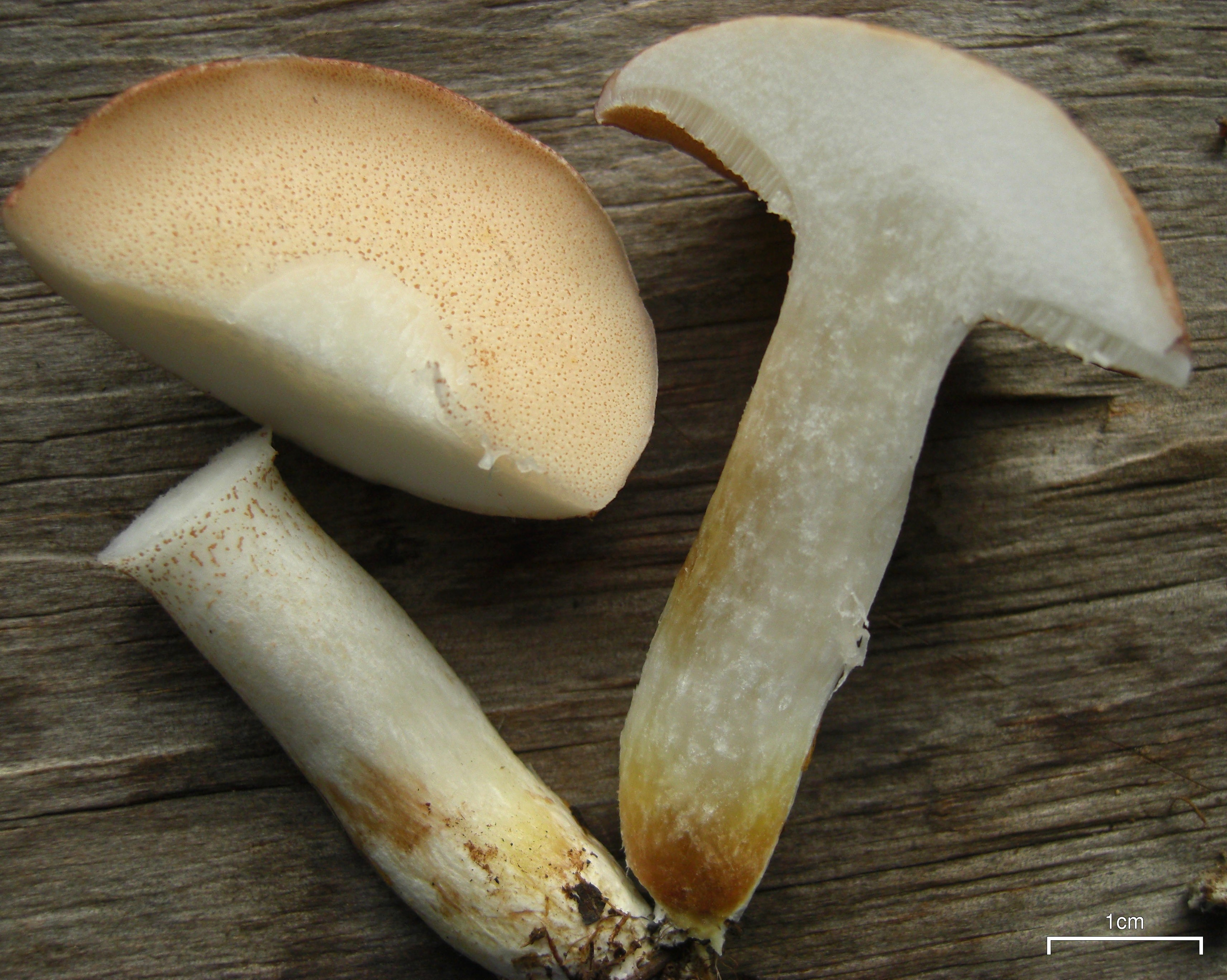
Suillus placidus
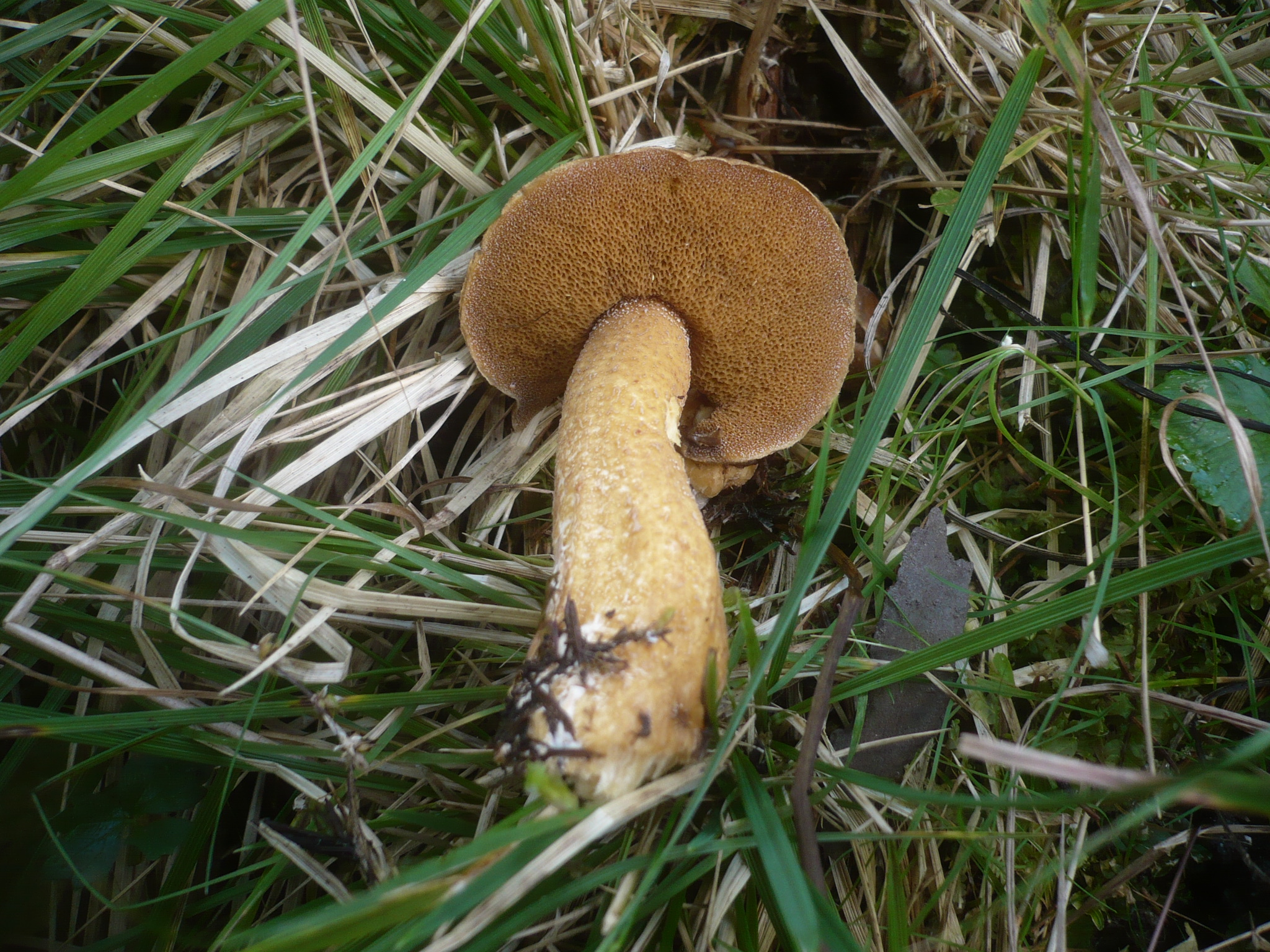
Suillus plorans
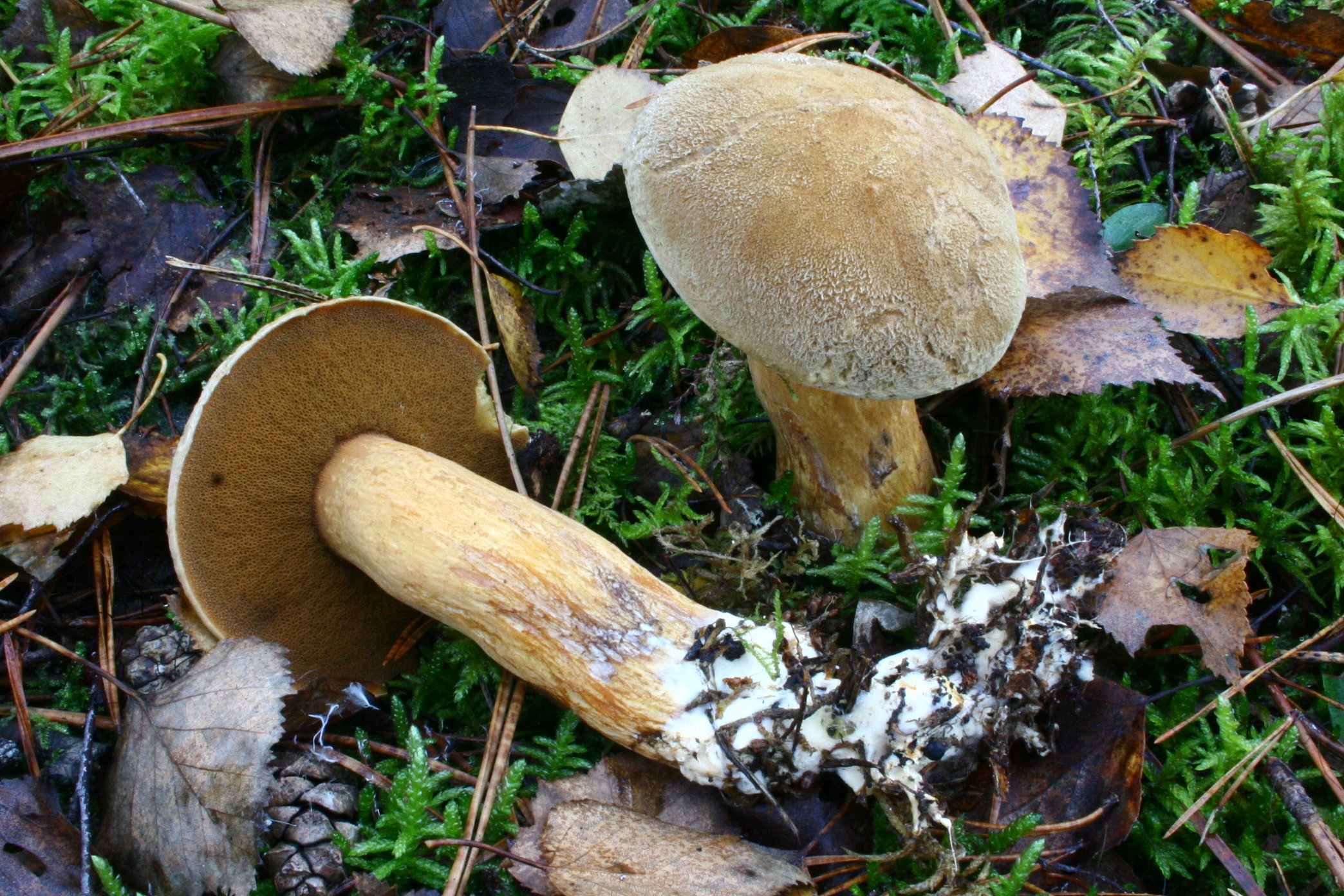
Suillus variegatus
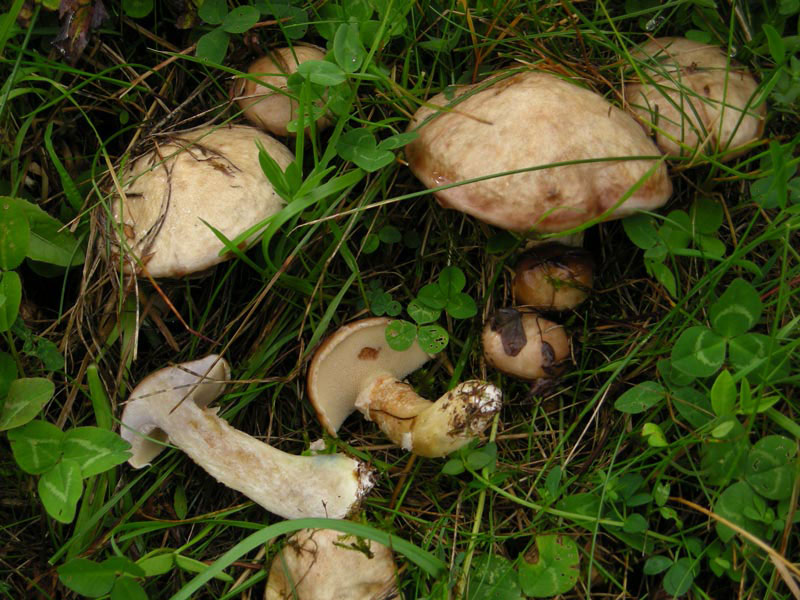
Suillus viscidus
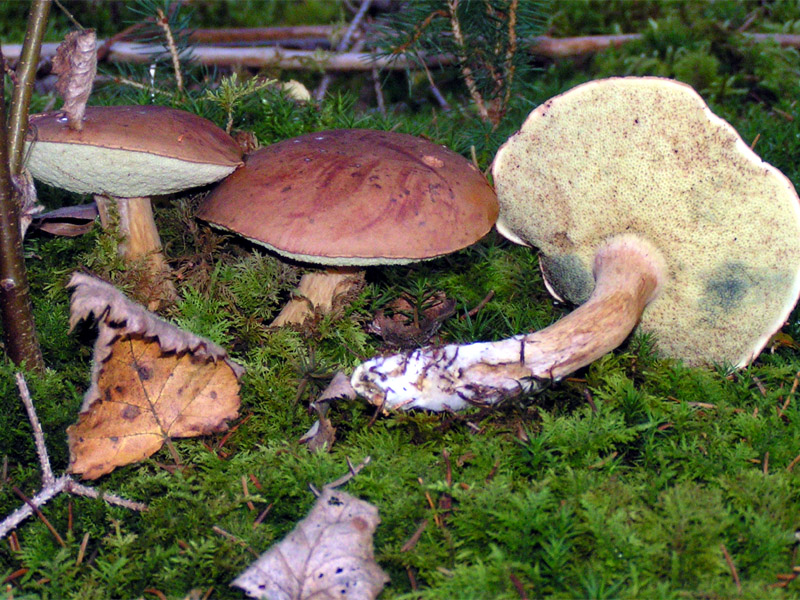
Xerocomus badius
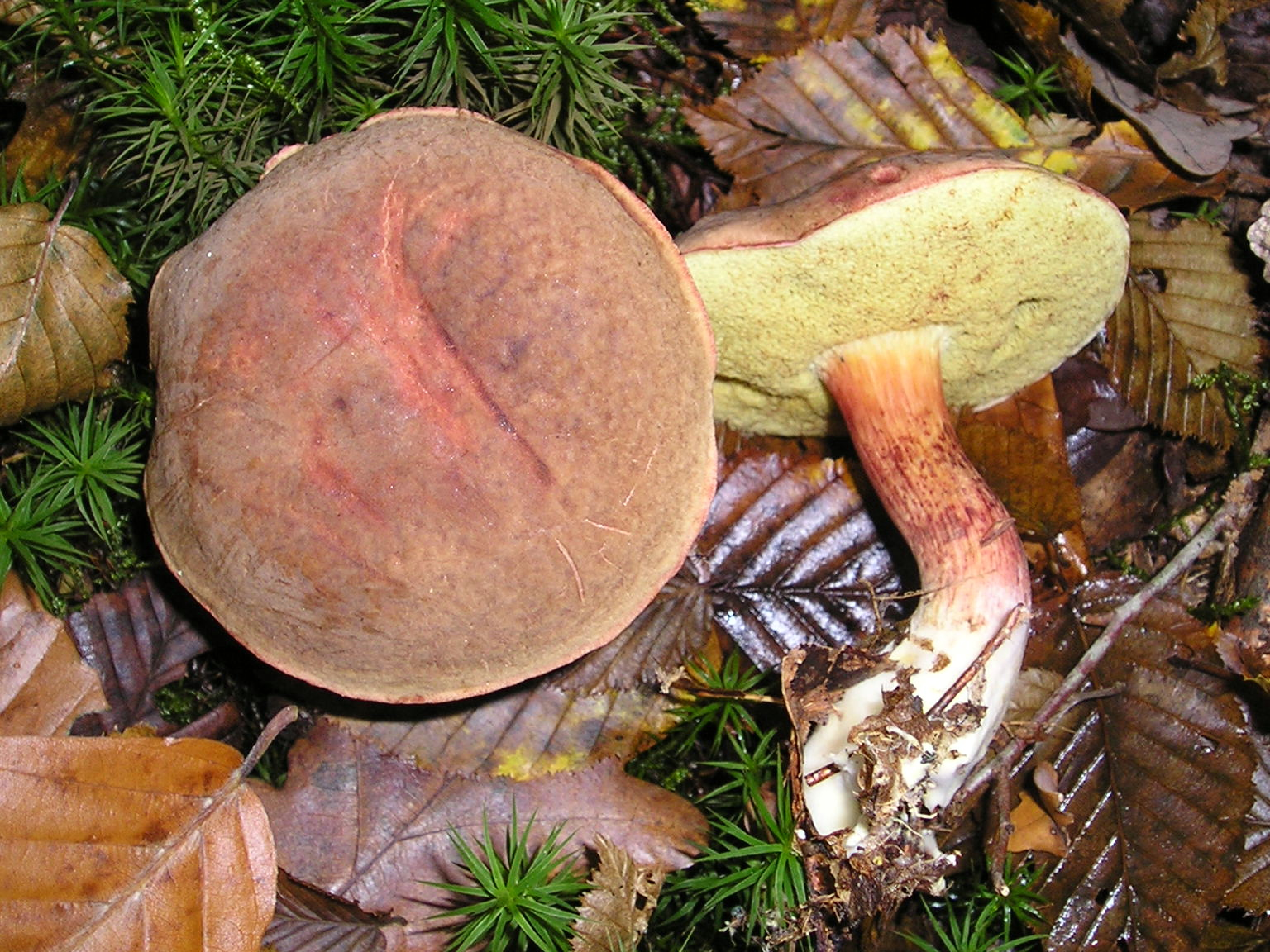
Xerocomus sin. Xerocomellus chrysenteron

## Valorificare
Acest burete este foarte gustos. Deși ceva mai mic, el poate fi pregătit în bucătărie ca hribul murg. La exemplare umede se îndepărtează cuticula lipicioasă (cel mai bine deja în pădure), la cele mai bătrâne și porii. El nu se potrivește pentru uscat.